# Fruholmen fyr
Fruholmen fyr är en angöringsfyr på Fruholmen, i Måsøy kommun i Finnmark fylke i norra Norge. Den ligger väster om Nordkap och är  världens nordligaste avbemannade fyr.
Den första fyren på platsen var 19  meter hög och byggd i sektioner av gjutjärn på ett fundament av granit. Den anlades mellan 1864 och 1866 och tändes första gången den 25 augusti 1866. Intill fyren anlades bostäder för fyrvaktaren med familj och hans assistenter samt en ladugård, ett båthus och en liten smedja.
Fyren var försedd med en fresnellins av första  ordningen och fyrlyktan med fyra vekar eldades först med tran och från 1875 med fotogen.

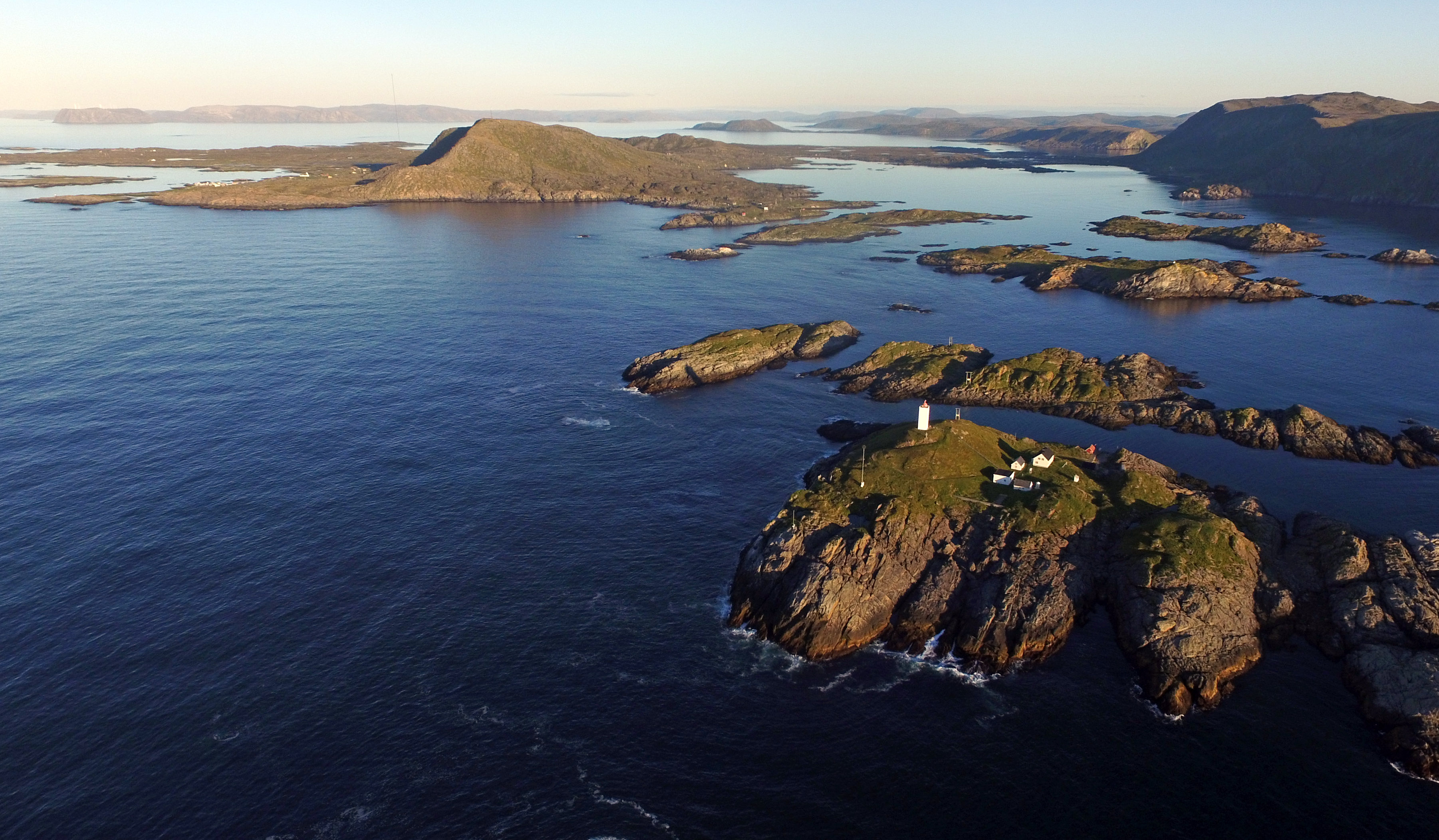
Fruholmen fyr med Ingøy i bakgrunden.

I motsättning till andra fyr i Finnmark fylke ockuperades Fruholmen inte av tyskarna under andra världskriget, men i november 1944 tvingades fyrvaktarfamiljen att lämna ön när tyskarna, i samband med reträtten efter slaget om Nordkalotten, brände ner husen och sprängde fyren och jämnade den med marken.
Efter kriget byggdes en ny fyr av betong som tändes 1949 och nya bostäder för personalen. Den nya fyrlyktan var elektrisk och fick ström från en generator som drevs med diesel. År 1963 anlades en elkabel från Ingøy till fyren och året efter installerades en radiofyr. Familjerna flyttade från ön 1973 och  bemanningen minskades till två personer. Fyren automatiserades och avbemannades 2006 som en av de sista fyrarna i Norge. Den är kulturskyddad och byggnaderna har renoverats.
Fyren kan besökas och hyras av övernattande gäster.